# Kurt Selle
Kurt Friedrich Wilhelm Selle (* 7. Januar 1932 in Bremen; † 27. Mai 2007 in Braunschweig) war ein deutscher Gymnasiallehrer und Altphilologe.

## Leben
Selle studierte ab 1951 an der Universität Göttingen und war Mitglied der Burschenschaft Holzminda Göttingen. Von 1970 bis 1980 bekleidete er das Amt des Vorsitzenden der Altherrenschaft. Er begann seine Schullaufbahn als Lehrer für Latein und Sport am Wilhelm-Gymnasium (Braunschweig). 1975 wurde er Oberstudiendirektor und Leiter des Gymnasiums Große Schule in Wolfenbüttel („Guelpherbytanum“). Von 1981 bis 1986 leitete er den Niedersächsischen Altphilologenverband und von 1989 bis 1993 den Deutschen Altphilologenverband.
Während seiner Amtszeit als Verbandsvorsitzender vollzog sich der Aufbau der Landesverbände in den neuen Bundesländern. Er trat für die alten Sprachen im Fächerkanon des wiedervereinigten Deutschlands ein. Für seine Verdienste wurde er vielfach ausgezeichnet, u. a. mit der Ehrenmitgliedschaft im Deutschen Altphilologenverband. Anlässlich seines 70. Geburtstages würdigte ihn Peter Lohe in einem Beitrag im Forum Classicum.

## Publikationen
- 444 Jahre Große Schule Wolfenbüttel (1543 - 1987). Hrsg.: Lehrer u. Schüler d. Grossen Schule Wolfenbüttel. Verantwortl.: Kurt Selle, Wolfenbüttel 1987
- Zur Lage des altsprachlichen Unterrichts in der Bundesrepublik. Zusammenfassung der DAV Landesverbände von 7.2.1987. In: Forum Classicum, 2/87, Seite 38–43
- Benötigen Altsprachler einen Verband? In: Forum Classicum, 1/90, Seite 3–4
- Keine Lernkapazität mehr für beide alte Sprachen? In: Forum Classicum, 1/90, Seite 4–6
- Die Antike – prägende Kraft Europas. In: Gymnasium 1991, Seite 97–101
- DAV und altsprachlicher Unterricht in den neuen Bundesländern. (zusammen  mit Karl-Heinz Gerhardt, Erhard Kunack, Peter Witzmann, Kristine Schulz, Christoph Köhler, Hermann Funke): In Forum Classicum 2/91, Seite 38–47
- Ansprache zur Eröffnung des DAV-Kongresses in Berlin am 7.4.1992. In Forum Classicum 2/92, Seite 45–51
- Glaubenslehre – Bildung – Qualifikation. 450 Jahre Große Schule in Wolfenbüttel. Ein Beitrag zur Geschichte des evangelischen Gymnasiums in Norddeutschland. Hrsg.: Kurt Selle, Hermann Lampe, Ernst A. Wille. Zur Ausstellung im Zeughaus der Herzog August Bibliothek Wolfenbüttel vom 8. März bis 1. August 1993. In: Ausstellungskataloge der Herzog August Bibliothek, Band 69, Akademie-Verlag, Berlin 1993, ISBN 3-05-002440-2
- Oppositionelle Burschenschafter aus dem Lande Braunschweig in der Zeit von 1820 bis 1848 (PDF; 222 kB). In: „Braunschweigisches Jahrbuch für Landesgeschichte“, Band 80 (1999), Seite 101–141, Wolfenbüttel 1999